# لغة هاتشيجو
لغة هاتشيجو (باليابانية:八丈方言؛ روماجي: Hachijou-hougen)، في اليابان توجد مجموعة صغيرة من اللهجات المنتشرة بشكل أساسي في جزر هاتشيجو تختلف بشكل كبير جداً عن اللغة اليابانية، لهذا تم تصنيفها كلغة فرعية وتمثل الفرع الرابع عن اليابانية الأصلية، يتحدث هذه اللغة سكان جزر إيزو جنوب طوكيو، وجزيرة هاتشيجو وبشكل أقل في آوغاشيما، بالأضافة إلى جزر دايتو [الإنجليزية] في محافظة اوكيناوا والتي وصلت من هاتشيجو في حقبة مييجي، وبالإعتماد على معيار الوضوح المتبادل يمكن إعتبار الهاتشيجو لغة مستقلة تنتمي لعائلة اللغات الجابونية.
تحتفظ لهجات هاتشيجو بمميزات اللهجة اليابانية الشرقية القديمة كما تم تسجيلها في أشعار مانيوشو التي تعود للقرن الثامن، كما يمكن إيجاد بعض التشابهات المعجمية بينها وبين لهجات كيوشو واللغات الريوكيوية، ومن غير الواضح كيف وصلت هذه اللهجة إلى جزر آيزو الجنوبية هل إستوطنت اللغة هناك أم إنتقلت عن طريق البحارة أو تطورت بشكل مستقل عن اليابانية القديمة.
تعتبر لغة الهاتشيجو من اللغات المهددة بالإنقراض بسبب تناقص عدد الناطقين فيها وإقتصارهم على كبار السن.

## اللهجات

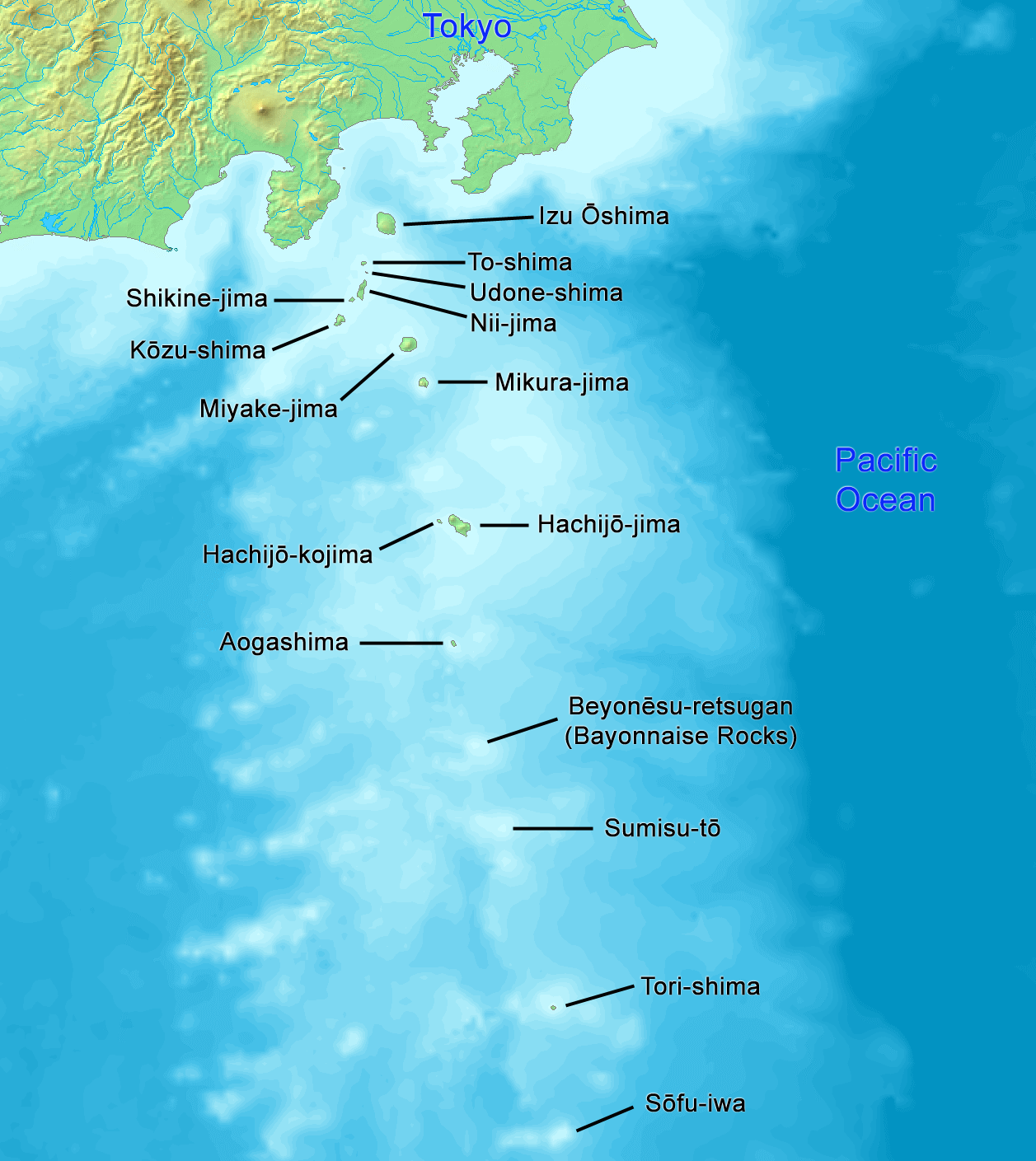
خريطة جزر إيزو اليابانية.

لهجة آوغاشيما تبدو مختلفة تماماً عن لهجات الهاتشيجو الأخرى، كما يوجد العديد من اللهجات في جزيرة هاتشيجو نفسها، تقريباً لهجة لكل قرية، وربما هناك عدد قليل قد تبقى من متحدثي لهجة جزيرة هاتشيجو الصغيرة [الإنجليزية] المهجورة منذ عام 1969م.

## النحو
لغة الهاتشيجو تستعمل فعل الكينونة (آرو؛aru) مع كافة الأسماء الحية والغير حية بخلاف اللغة اليابانية التي تميز بينهما بفعلين منفصلين (iru،aru).
أيضاً تميز لغة الهاتشيجو بين صيغة الوصل (連体形؛ رييتايكيه) وصيغة النهاية (終止形؛ شوشيكيه) للأفعال والصفات، هذا التمييز كان موجوداً في بدايات عصر اللغة اليابانية الأوسط ثم إختفى في اليابانية الحديثة.

## مصطلحات
تحتفظ الهاتشيجو بعدد من المصطلحات التي تم إستبدالها في اليابانية الحديثة، مثلاً يستعمل الفعل (ماغوريرو؛まぐれる) بدلاً عن (كيزيتسورو؛気絶する) بمعنى «إغماء، فقدان الوعي».
إضافة إلى هذا توجد مصطلحات مشتركة باللفظ مع اللغة اليابانية لكنها تحمل معنى مختلف تماماً، منها:
| بالهاتشيجو  | باليابانية           | المعنى                        | المعنى المقابل للفظ باللغة اليابانية |
| ----------- | -------------------- | ----------------------------- | ------------------------------------ |
| yama        | hatake               | حقل                           | yama 'جبل'                           |
| ureshi naru | byōki ga naotte kuru | التعافي من المرض              | ureshiku naru 'يصبح سعيداً'           |
| kowai       | tsukareru            | يتعب                          | kowai 'مخيف'                         |
| gomi        | takigi               | حطب                           | gomi 'قمامة'                         |
| nikui       | minikui              | قبيح                          | nikui 'بغيض'                         |
| kamu        | taberu               | يأكل                          | kamu 'يمضغ'                          |
| oyako       | shinseki             | أقارب                         | oyako 'والد وطفل'                    |
| ijimeru     | kogoto o iu          | توبيخ، تذمر، شكوى.            | ijimeru 'مضايقة، تنمر'               |
| hoeru       | oogoe de wameku      | صراخ، صياح، رفع المتكلم لصوته | hoeru 'نباح، عواء'                   |